# 旭村 (茨城県筑波郡)
旭村（あさひむら）は、かつて茨城県筑波郡に存在した村である。現在の茨城県つくば市の中部に位置する。

## 歴史
- 1889年（明治22年）4月1日 - 町村制の施行に伴い、要村、沼崎村、高野村、百家村、酒丸村、遠東村、中東原村新田、土田村、今鹿島村が合併して発足。
- 1955年（昭和30年）4月1日 - 下記の変更により旭村廃止。
  - 大字要が大穂町と合併し、改めて大穂町が発足。
  - 残部が上郷町と合併し、改めて上郷町が発足。上郷町は同日改称して豊里町となる。